# Pawn (película)
Pawn (en español Peón) es una película estadounidense del año 2013, del género acción-suspenso. La película es dirigida por David A. Armstrong y protagonizada principalmente por Sean Faris, donde el actor Forest Whitaker tiene un papel no muy protagónico. La película fue estrenada el 19 de septiembre de 2013.

## Trama
Nick (Sean Faris), un exconvicto que se encuentra disfrutando de su libertad, visita a su hermano en una cafetería. Cuando su hermano se va, unos asaltantes entran con el objetivo de llevárselo todo, siendo capaces de matar si es necesario. Sin embargo, el líder de la banda tiene otros objetivos, y no solo se llevará dinero.

## Reparto
- Sean Faris como Nick.
- Jessica Szohr como Bonnie.
- Michael Chiklis como Derrick.
- Common como Jeff Porter.
- Forest Whitaker como Will.
- Stephen Lang como Charlie.
- Ray Liotta como el hombre de traje.
- Jonathan Bennett como Aaron.
- Nikki Reed como Amanda.
- Marton Csokas como el teniente Barnes.
- Max Beesley como Billy.
- Ronald Guttman como Yuri.
- Jordan Belfi como Patrick.
- Deborah Twiss como Mrs. Davenport.
- Gabriel Jarret como el capitán del equipo SWAT.
- Ashley Kirk como Savanah.
- Alex Ziwak como Arkady.
- Jon Lee Brody como el sargento Reyes.
- Greg Nutcher como el oficial Wells.
- Jim Ford como un miembro del SWAT.
- Adam Moryto como Jimmy.
- Jay Ferraro como el cámara del canal 6.
- Paul Jude Letersky como el francotirador.
- Gary Betsworth como el oficial Mike Hirsch.
- Pamela Burrus como el periodista de las noticias.
- Cameron Denny como Nigel.
- Peter Vouras como Det. Creedy.
- Joslyn Stabile como Ella.
- Rachel Konstantin como un rehén.
- Al Varvella como el cocinero.
- Stephen Crain como el sargento Matthews.